# Dashrath Manjhi

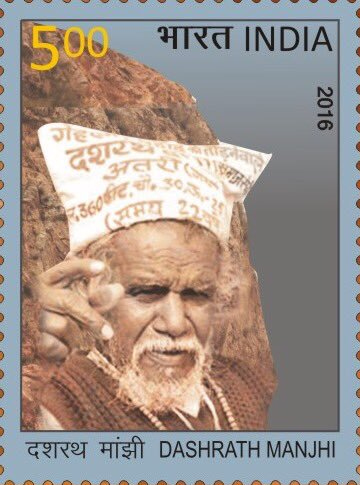
Dashrath Manjhi auf einer indischen Briefmarke, 2016

Dashrath Manjhi (Hindi दशरथ मांझी Daśarath Māñjhī; geboren 1934 in Gehlaur, Bihar; gestorben 17. August 2007 in Neu-Delhi) erlangte weltweite Bekanntheit als „Mountain Man“ durch den Bau einer Straße mit einfachsten Hilfsmitteln.

## Leben und Werk
Dashrath und seine Frau Falguni Devi lebten in einfachsten Verhältnissen in Gehlaur, einem Ort in der indischen Provinz Bihar. Als sich seine Frau 1959 schwer verletzte, versuchte Dashrath, sie zum nächstgelegenen Arzt zu bringen. Dieser befand sich im naheliegenden Ort Gaya, welcher durch eine unwegsame Hügelkette von seinem Heimatdorf getrennt ist. Durch diese verlängert sich die Wegstrecke von 8 km Luftlinie auf 70 km. Durch den Zeitverlust des Umweges überlebte seine Frau den Weg zum Arzt nicht.
Nach diesem Erlebnis beschloss Dashrath, die Wegstrecke eigenhändig zu verkürzen und so den Dorfbewohnern leichteren Zugang zu medizinischer Versorgung zu ermöglichen. Von 1960 bis 1982 legte er in täglicher Arbeit einen 110 m langen, 9 m breiten und bis zu 7,5 m tiefen Einschnitt durch einen Berg an. Hierdurch verkürzte sich die Strecke nach Gaya auf 15 km.
Zuerst wurde er von den anderen Dorfbewohnern belächelt, aber schließlich unterstützen sie ihn mit Essen und beim Kauf seiner Werkzeuge. Durch den Straßenbau wurde er vor allem in Indien als „Mountain Man“ bekannt, erhielt aber auch weltweite Anerkennung.
Am 17. August 2007 starb er im All India Institute of Medical Sciences (AIIMS) in New Delhi im Alter von 73 Jahren an Krebs. Er wurde von der Regierung des Bundesstaates Bihar mit einem Staatsbegräbnis geehrt.

## Nachwirkungen
In Bihar wurden eine Verbindungsstraße und ein Krankenhaus nach ihm benannt. Sein Leben wurde 2014 von Ketan Mehta verfilmt, wobei Nawazuddin Siddiqui die Hauptrolle übernahm.